# Darkest Dungeon
Darkest Dungeon — компьютерная ролевая игра с roguelike-элементами, разработанная и выпущенная независимой канадской студией Red Hook Studios. 19 января 2016 года состоялся выход для Windows и macOS; позже в том же году Darkest Dungeon стала доступна на PlayStation 4, PlayStation Vita и Linux. В 2017 году появилась версия для iOS, а в 2018 — для Nintendo Switch и Xbox One. Средства на разработку игры были собраны на сайте Kickstarter. В 2023 году состоялся релиз продолжения игры — Darkest Dungeon II.

## Геймплей

Игровой процесс Darkest Dungeon. В пошаговых сражениях управляемые игроком герои находятся в левой части экрана, противники — в правой. Чёрные значки и цифры над головами персонажей отмечают рост стресса.

Игрок управляет группой искателей приключений, обследующих различные места на территории старинного поместья. Перед каждым походом игрок должен выбрать четырех героев из казармы и провести их через генерируемые случайным образом (кроме тех что заскриптованы) подземелья, собирая сокровища, фамильные реликвии и уничтожая встречающихся на пути различных чудовищ. Перед игроком стоит задача выполнить условие задания, и по желанию, сохранить жизни и психическое здоровье героев. Уровень психологического напряжения (стресса) растёт каждый раз, когда герои получают особые удары от врагов, попадают в ловушки, взаимодействуют с некоторыми диковинками, отступают с поля боя или неудачно отдыхают в лагере; если у бойца сдают нервы, он впадает в один из множества психозов, начиная вести себя неадекватно, самовольно выполняя какое-либо действие в бою, атакуя себя, другого героя, или нагоняя на всех стресс, почти всегда лишая игрока возможности отдать приказ. По ходу исследования подземелий персонажи приобретают различные черты характера — постоянные особенности поведения: как отрицательные (алкоголизм, клептомания), так и положительные, делающие героя более храбрым и выносливым (нимфомания, смертоносность). Враги в Darkest Dungeon принадлежат к определённым классам, расам, или типам. Некоторые черты характера героев связанны с классами противника. Положительные черты характера могут давать герою бонусы (например, увеличение урона, точности или шанса нанесения критического урона), когда тот сталкивается с врагами определённых классов. Между тем, отрицательные черты могут накладывать дебаффы (полностью зеркальные бафам) при столкновении с врагами определенных классов. Кроме того, есть также определённые навыки героя и украшения, дающие бонусы против некоторых вражеских классов. В игре 17 различных персонажей: Abomination, Antiquarian, Arbalest, Bounty Hunter, Crusader, Grave Robber, Hellion, Highwayman, Houndmaster, Jester, Leper, Man-at-Arms, Occultist, Plague Doctor, Vestal, Flagellant и Sheildbreaker . У каждого класса уникальные навыки и поведение.
Darkest Dungeon, созданная под впечатлением от творчества Говарда Лавкрафта, обращается к темам страха и психологических травм. Связь Darkest Dungeon с лавкрафтовскими ужасами включает в себя как конкретные образы, так и более общие темы, характерные для творчества Лавкрафта — страх перед неизвестностью, потеря рассудка и ничтожество человека перед лицом космических сил.

## Разработка
Ключевые разработчики игры — художник Крис Бурасса и геймдизайнер Тайлер Сигман — были знакомы друг с другом с 2004 года, когда они оба работали в компании Backbone Entertainment. Сигман, помимо работы в индустрии компьютерных игр, занимался разработкой настольных игр и владел небольшой фирмой Mythrole Games; Бурасса начинал как инди-разработчик, но потом на протяжении многих лет работал подрядчиком для крупных студий, в частности, над отменённой в итоге игрой Propaganda Games Pirates of the Caribbean: Armada of the Damned. Бурасса и Сигман годами задумывались о создании собственной инди-игры, выдвигая различные идеи методом мозгового штурма; среди этих идей была и идея Darkest Dungeon. Весной 2013 года они с мыслью «сейчас или никогда» основали в новую студию Red Hook Studios, надеясь, что разрабатываемая игра — Darkest Dungeon — сумеет завоевать небольшую, но верную аудиторию, которая поддерживала бы работу студии и дальше. К 2015 году в студии работало шесть штатных сотрудников и три внештатных — звукорежиссёр, композитор и единственный актёр озвучивания Уэйн Джун, выступающий в игре рассказчиком. Планируя разработку, Бурасса и Сигман надеялись уложиться в полтора года разработки, но создание игры заняло больше времени. Средства на создание игры были собраны с помощью краудфандинга через сайт Kickstarter; хотя разработчики назначили в качестве минимальной цели лишь 75 тысяч долларов, им удалось собрать вчетверо больше — 313 337 долларов. Своеобразный художественный стиль игры Бурасса выработал, подражая таким художникам комиксов, как Майк Миньола, Гай Дэвис, Крис Бачало и Виктор Калвачев.

## Загружаемые дополнения

### The Shieldbreaker
Небольшое дополнение, добавляющее в игру новый класс — Щитолома, новые игровые механики (например, скрытность) и ряд других незначительных улучшений.

### The Crimson Court
Выход первого крупного дополнения The Crimson Court состоялся 19 июня 2017 года. Оно добавляет в игру новую локацию — Двор — и связанных с ней врагов и новые механики, дополнительно увеличивающие сложность игры. Сюжет дополнения посвящён молодым годам Предка и аристократам-вампирам. Тема вампиризма необычно переосмыслена — новые враги-«кровососы», время от времени появляющиеся и в других локациях, напоминают помесь людей с комарами, клещами и другими кровососущими насекомыми. Новый боец-флагеллант может как лечить других персонажей, так и наносить большой урон врагам, заставляя их истекать кровью. «Багряное проклятие» представляет собой особую болезнь, которой могут заразиться герои, причём как при укусе кровососа в походе, так и от одного уже заражённых персонажей, если они находятся рядом в таверне или исповедальне. Неизлечимое обычными способами «проклятие» делает персонажа зависимым от склянок с кровью — в отсутствие крови он получает вычеты к характеристикам и может умереть, тогда как выпитые склянки существенно увеличивают наносимый им урон. Случайно появляющийся в походах босс Фанатик является свирепым охотником на вампиров; он специально выслеживает группы заражённых героев.

### The Colour of Madness
Загружаемое дополнение The Colour of Madness было издано 19 июня 2018 года. На усадьбу падает метеор, который превращает часть жителей деревни в зомби. Дополнение добавляет в игру новые подземелья и новых монстров. Ключевой частью дополнения является новый игровой режим под названием «Бесконечная жатва», когда игроки должны выживать как можно дольше под натиском волн монстров. Сюжет дополнения явно основан на рассказе Лавкрафта «Цвет из иных миров».

## Приём
| Сводный рейтинг       | Сводный рейтинг          |
| Агрегатор             | Оценка                   |
| --------------------- | ------------------------ |
| GameRankings          | PC: 85,22 % PS4: 79,09 % |
| Metacritic            | 84 %                     |
| «Критиканство»        | 86 %                     |
| Иноязычные издания    |                          |
| Издание               | Оценка                   |
| Destructoid           | 8 / 10                   |
| Game Informer         | 9,25 / 10                |
| GameSpot              | 9 / 10                   |
| IGN                   | 9,1 / 10                 |
| PC Gamer (US)         | 88 / 100                 |
| Polygon               | 8 / 10                   |
| Hardcore Gamer        | 4 / 5                    |
| Русскоязычные издания |                          |
| Издание               | Оценка                   |
| «IGN Россия»          | 7,5 / 10                 |
| Riot Pixels           | 50 %                     |
| «Игромания»           | 7 / 10                   |
| «Игры Mail.ru»        | 9,0                      |

Игра получила в основном положительные отзывы от критиков, согласно агрегатору рецензий Metacritic.

## Продажи
Спустя неделю после выхода полной версии игры в 2016 году компания Red Hook Studios сообщила об общих продажах Darkest Dungeon в 650 тысяч копий — эти продажи включали в себя копии, полученные жертвователями с Kickstarter и покупателями ранних версий игры в Early Access. В ноябре 2016 года, спустя месяц после выхода версий для PlayStation 4 и PlayStation Vita было объявлено о преодолении планки в 1 миллион копий в сумме на всех платформах.
Летом 2018 года, благодаря уязвимости в защите Steam Web API, стало известно, что точное количество пользователей сервиса Steam, которые играли в игру хотя бы один раз, составляет 2 214 527 человек.

## Продолжение
В феврале 2019 года студия Red Hook Studios дала интервью на сайте PC Gamer и объявила о том, что сейчас работает над  Darkest Dungeon 2. Известно, что сверхъестественный апокалипсис (нашествие монстров) будет происходить во всем мире, а не только возле поместья, как в первой части. Разработчики сообщили, что над второй частью работает гораздо больший штат, чем над первой. Darkest Dungeon 2 сперва будет продаваться в раннем доступе. Разработчики говорят, что благодаря этому игроки получат возможности быстрее поиграть и финансово помочь студии.

## Комментарии
1. ↑  С английского: «Темнейшее Подземелье».